# Türksan
Türksan war die erste türkische Arbeitnehmergesellschaft Deutschlands. Sie entstand 1965 in Köln und konnte im Frühjahr 1966 bereits über 400 Mitglieder verzeichnen. Um Teilhaber zu werden, musste eine Einlage in Höhe von 1.000 Mark erfolgen. Im Herbst 1966 zählte Türksan dann bereits etwa 2.200 Mitglieder.

## Beschreibung
Mit dem von den türkischen Arbeitsmigranten eingezahlten Geld, sollten Wirtschafts- und Industrieprojekte in der türkischen Heimat geschaffen werden. Das anvisierte Ziel war, gute Reintegrationsbedingungen für türkische Arbeitnehmer im Heimatland zu garantieren und eine materielle beziehungsweise berufliche Zukunft in der Türkei zu sichern. Da die Investitionsvorhaben sich tendenziell mit den Zielsetzungen der staatlichen türkischen Wirtschaftsplanung deckten, war die türkische Regierung anfangs durchaus geneigt, ihre Unterstützung nicht zu versagen. Deutlich wurde das Anfang des Jahres 1967, als man den Arbeitnehmergesellschaften angesichts der Rezession in der Bundesrepublik eine besondere Förderung versprach, was der Unterbringung von Migranten auf dem türkischen Arbeitsmarkt auch längerfristig zugutekam. Türksan war eine der wenigen Gesellschaften die insoweit Erfolge vorweisen konnte. Das von der Gesellschaft anfangs aufgebrachte Startkapital von einer Million Dollar konnte auf drei Millionen Dollar hochgeschraubt werden, woran die türkische Regierung entscheidenden Anteil hatte. Mit dem Geld wurde in Izmir in der Westtürkei eine Tapetenfabrik errichtet, die für etliche aus dem Ausland zurückgekehrte Arbeiter zu ihrem neuen Arbeitsplatz werden sollte. Hierzu gab es allerdings widersprüchliche Angaben, wie Der Spiegel in einem Artikel vom 29. November 1971 ausführte.
Die Gesellschaft mit einem Grundkapital von 10 Millionen TR vergrößerte sich bis 1978 auf 7000 Mitglieder hauptsächlich in der Bundesrepublik Deutschland. Türksan bestand nun aus „Türksan I – Bauwesen“, „Türksan II – Papierfabrik“ und „Türksan III – Tourismus“, zu der auch eine Charterflug-GmbH gehörte.

## Wirkung
Nach Türksan-Vorbild wurden viele weitere Arbeitnehmergesellschaften, wie beispielsweise Türkyap, Türksal und Birsan geschaffen, die jedoch nur selten oder gar nicht ihr Ziel, zur Reintegration der Arbeiter beizutragen, erreichten. Das bedeutete für viele einzahlende Arbeitsmigranten das Ende ihrer Rückkehrhoffnungen.